# Dimerocostus strobilaceus
Espèce
Classification phylogénétique
Dimerocostus strobilaceus est une espèce de plantes à fleurs du genre Dimerocostus de la famille des Costaceae.

## Distribution géographique
Les Dimerocostus se trouvent en Amérique centrale et en Amérique du Sud depuis le Nicaragua au Nord jusqu'au Nord de la Bolivie dans le Sud, principalement en suivant la pente orientale des Andes et de l'intérieur des côtes des Caraïbes au Venezuela et Suriname.
Dimerocostus argenteus ne se trouve qu'au Pérou et en Bolivie, son aire se superposant à celle des Dimerocostus strobilaceus subsp. gutierrezii.
La plante est connue sous le nom de "Situlle" dans la région de Pacaya-Samiria au Pérou et en tant que "Saguiro" dans la région de San Martin au Pérou.

## Écologie
Les populations se trouvent principalement dans les forêts humides et le long de cours d'eau depuis le niveau de la mer à 500 mètres avec quelques populations atteignant 1800 mètres. Les Coléoptères de la famille des Cicyndelidae ont été notés comme visitant des Dimerocostus en fleurs et entrant dans le labelle, mais la pollinisation effective n'a pas été évaluée. Les abeilles et les mouches fréquentent les jeunes fleurs de Dimerocostus.

## Utilisations
Nigel Smith (Université de Floride, Département de géographie) note que les enfants péruviens mangent les arilles.